# Bianchetto

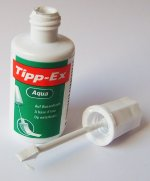
Vernice

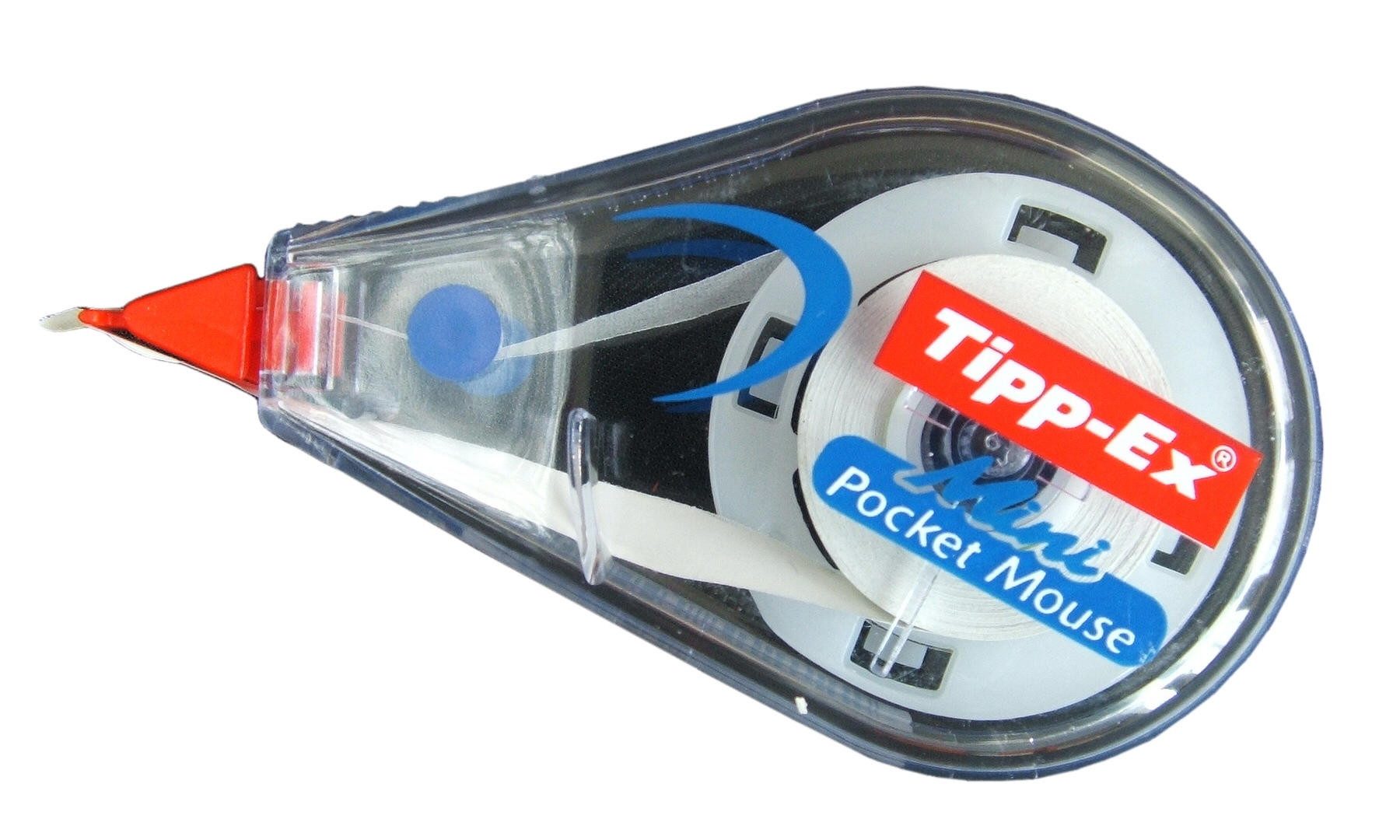
Nastro

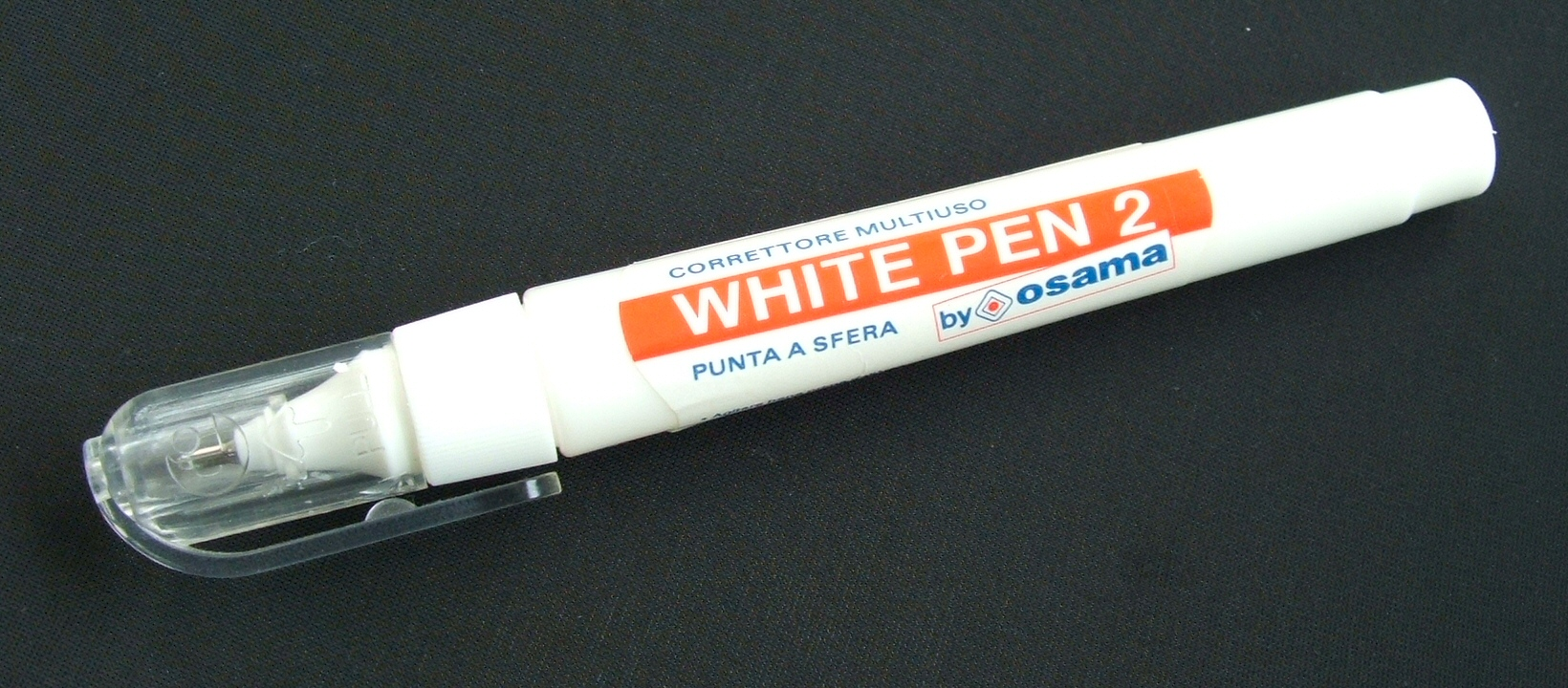
Penna

Il bianchetto o cancellina o scolorina è un correttore universale coprente, uno strumento di cancelleria molto usato negli uffici di tutto il mondo. La forma più comune consiste in una vernice bianca coprente, ad asciugatura rapida, capace di coprire qualsiasi segno di inchiostro, penna biro o matita su fogli di carta o altre superfici. Non consente di vedere il testo precedente alla correzione, di conseguenza il suo uso non è consentito su documenti ufficiali, firme o timbri.
Il bianchetto ha soppiantato la scolorina, che invece decolorava l'inchiostro delle penne stilografiche.

## Storia
Una delle prime forme di correttore universale è stata inventata nel 1956 negli Stati Uniti da Bette Nesmith Graham, di professione segretaria.
Il correttore liquido è apparso in un primo tempo sul mercato in boccette di plastica con un pennellino inserito nel tappo. Tale disposizione presenta però uno svantaggio: il contatto con l'aria durante l'uso favorisce l'asciugatura della vernice ancora non utilizzata, il che richiede la frequente aggiunta di uno specifico solvente.
Dopo alcuni anni si sono diffusi i serbatoi di correttore liquido "a pennino", in cui la vernice bianca usciva solo in seguito alla pressione della punta di uno stilo sulla carta. Ciò riduce il contatto con l'aria prolungando la vita del dispositivo e consente una disposizione più precisa della vernice, ma continua a richiedere l'asciugatura della vernice per procedere alla nuova scrittura.
Sono disponibili anche bianchetti secchi a rullo, derivati dai precedenti modelli destinati all'uso con le macchine per scrivere. Sono lievemente più ingombranti ma con tempi di asciugatura nulli, non essendo costituiti da vernice ma da uno strato sottilissimo di materiale bianco adesivo, della larghezza di alcuni millimetri, che viene srotolato sui tratti desiderati con un dosatore.

## Effetti sulla salute umana
Il bianchetto è tossico se ingerito. Irrita le mucose della pelle, del naso e quelle della congiuntiva. I sintomi di intossicazione cominciano con forte bruciore allo stomaco e alla gola e dolore al petto. La morte avviene per arresto respiratorio o per anossia. In caso di ingestione devono essere fatte lavande gastriche soprattutto ai bambini con età inferiore ai 3 anni.